# Achyrolimonia brunneilata
Achyrolimonia brunneilata är en tvåvingeart som först beskrevs av Alexander 1959.  Achyrolimonia brunneilata ingår i släktet Achyrolimonia och familjen småharkrankar. Inga underarter finns listade i Catalogue of Life.